# Ekeby distrikt, Östergötland
Ekeby distrikt är ett distrikt i Boxholms kommun och Östergötlands län. 
Distriktet ligger i och norr om Boxholm. 

## Tidigare administrativ tillhörighet
Distriktet inrättades 2016 och utgörs av området som utgjorde Boxholms köping till 1971 och som före 1947 utgjorde Ekeby socken.
Området motsvarar den omfattning Ekeby församling hade vid årsskiftet 1999/2000.